# 埃維希湖
53°32′44″N 7°25′54″E / 53.54556°N 7.43167°E

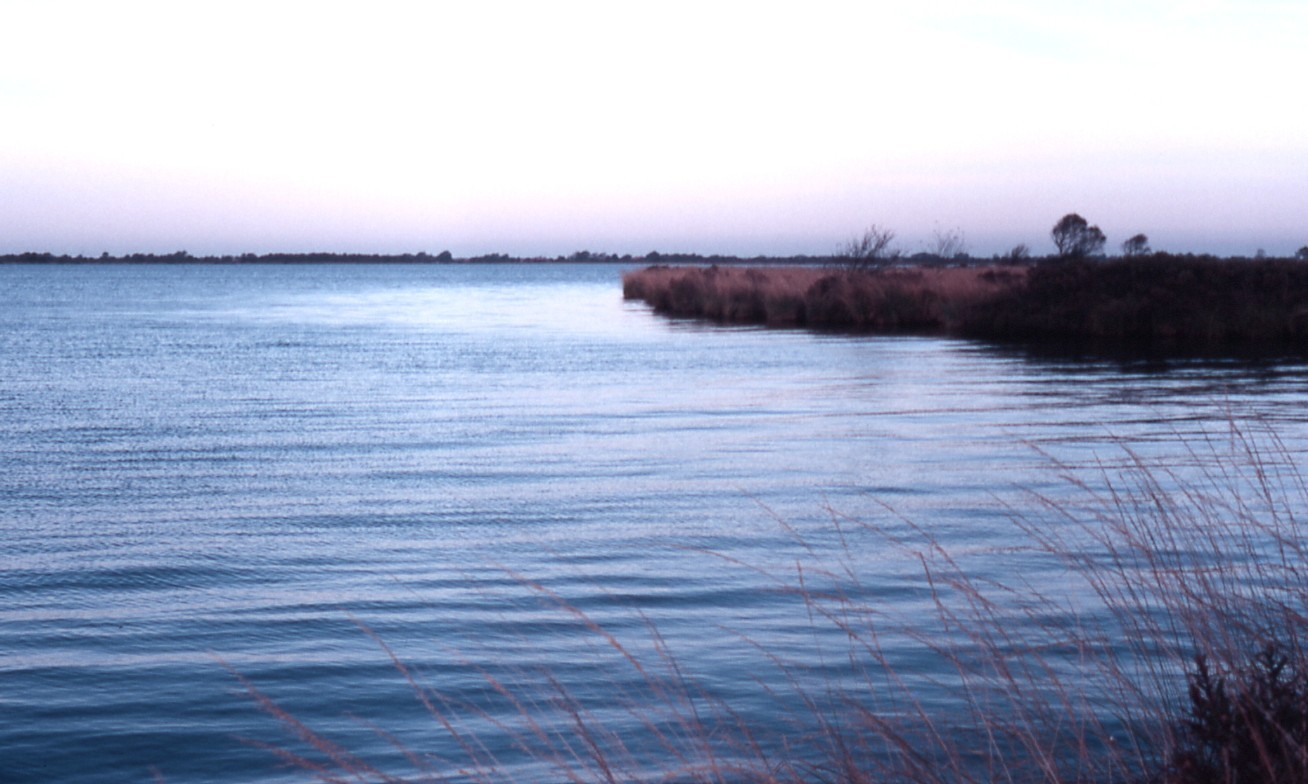

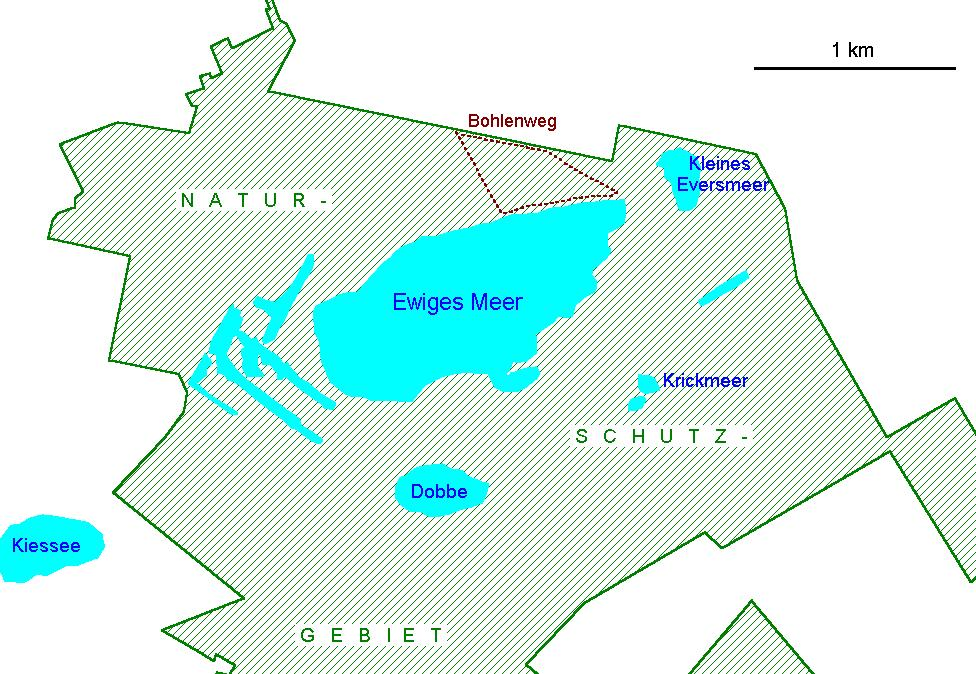

埃維希湖（德語：Ewiges Meer），是德國的湖泊，位於該國西北部，由下薩克森州負責管轄，處於東弗里斯蘭，長1.7公里、寬0.9公里，面積0.91平方公里，海拔高度9米，平均水深2米，最大水深3米，水體容量200萬立方米。